# Marcus Worsley
Sir William Marcus John Worsley (ur. 6 kwietnia 1925, zm. 18 grudnia 2012) – brytyjski polityk Partii Konserwatywnej, deputowany Izby Gmin.

## Działalność polityczna
W okresie od 8 października 1959 do 15 października 1964 reprezentował okręg wyborczy Keighley, od 31 marca 1966 do 28 lutego 1974 okręg wyborczy Chelsea, a od 28 lutego 1974 do 10 października 1974 okręg wyborczy Kensington and Chelsea Chelsea w brytyjskiej Izbie Gmin.